# Cocarde tricolore (France)
Pour les articles homonymes, voir Cocarde tricolore.

Cocarde républicaine française (l'anglaise inverse le bleu et le rouge, la royale française est intégralement blanche)

La cocarde tricolore est un symbole de la République française, composée des trois couleurs du drapeau actuel de la France, avec le bleu au centre, le blanc ensuite et le rouge à l'extérieur.

## Histoire
Le 12 juillet 1789, debout sur une table de café aux alentours du Palais-Royal, le journaliste Camille Desmoulins harangue la foule : « Monsieur Necker est renvoyé. Ce renvoi est le tocsin d'une Saint-Barthélémy des patriotes. Ce soir, tous les bataillons suisses et allemands sortiront du Champ-de-Mars pour nous égorger. Il ne nous reste qu'une ressource, c'est de courir aux armes ! ». Desmoulins cueille alors une feuille et « invente » une cocarde vert d'espérance. De son côté, le comité des électeurs institue, par un arrêté du 13 juillet, une milice parisienne qui se voit attribuer une cocarde bicolore bleu et rouge qui représentent les couleurs de Paris. La couleur verte est vite abandonnée car elle rappelle la livrée du frère du roi le comte d'Artois. Dans la nuit du 13 au 14 juillet, un arrêté impose aux citoyens le port de la cocarde tricolore avec le blanc, symbole de la nation (les couleurs personnelles du roi sont déjà  à cette époque le bleu, le blanc et le rouge), inséré entre le bleu et le rouge. Une autre source indique, à la même date, que le blanc inséré était « la couleur blanche des militaires, pour mieux marquer l'alliance étroite qui devait exister entre les citoyens et l'armée : telle est l'origine de la cocarde tricolore ».
Le vendredi 17 juillet 1789, trois jours après la prise de la Bastille, Louis XVI, accompagné de quelques courtisans, quelques gardes du corps et de 32 députés tirés au sort, se rend à l'Hôtel de ville de Paris sous une voûte d'acier, où il reçoit la cocarde tricolore appelée alors « cocarde royale et bourgeoise ».
Louis XVI s'avança au milieu de la Révolution en armes : 100 000 gardes nationaux qui ne criaient pas « Vive le roi ! » mais « Vive la nation ! » Il fut reçu à l'Hôtel de Ville par le nouveau maire Jean-Sylvain Bailly. L'ambassadeur des États-Unis en France, Thomas Jefferson écrit : « c'était une scène plus dangereuse que toutes celles que j'ai vues en Amérique et que celles qu'a présentées Paris pendant les cinq derniers jours. Elle place les États généraux absolument hors de toute attaque et on peut considérer qu'ils ont carte blanche. »
La Fayette remet à Louis XVI la nouvelle cocarde tricolore. Selon la légende, c'est à ce moment que La Fayette aurait fait ajouter le blanc par révérence envers Louis XVI, le blanc étant la couleur des Bourbons. Louis XVI la met à son chapeau, et dit en balbutiant qu'il approuve la nomination de Jean-Sylvain Bailly à la mairie de Paris ainsi que la formation de la Garde nationale, avec à sa tête le marquis de La Fayette.
Ce même jour, son frère, le comte d'Artois, futur Charles X, prend le chemin de l'émigration avec d'autres nobles attachés à la monarchie absolue.

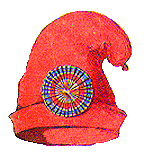
Bonnet phrygien arborant la cocarde tricolore (blanc-rouge-bleu, le bleu vers l'extérieur) symbole de la première République française
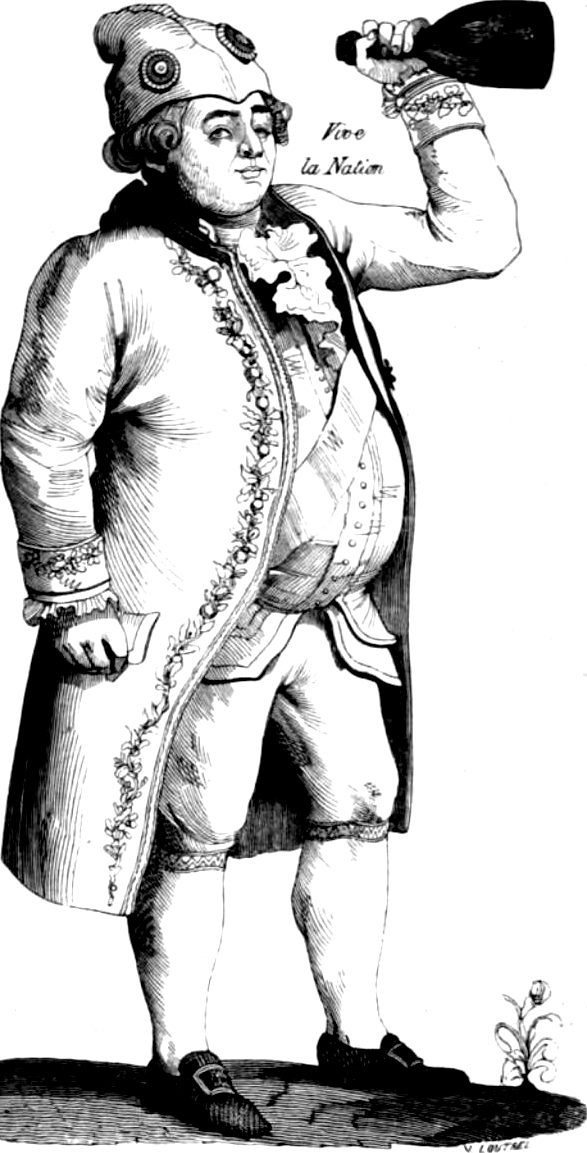
Louis XVI portant un bonnet phrygien orné de la cocarde tricolore trinquant à la santé de la nation le 20 juin 1792
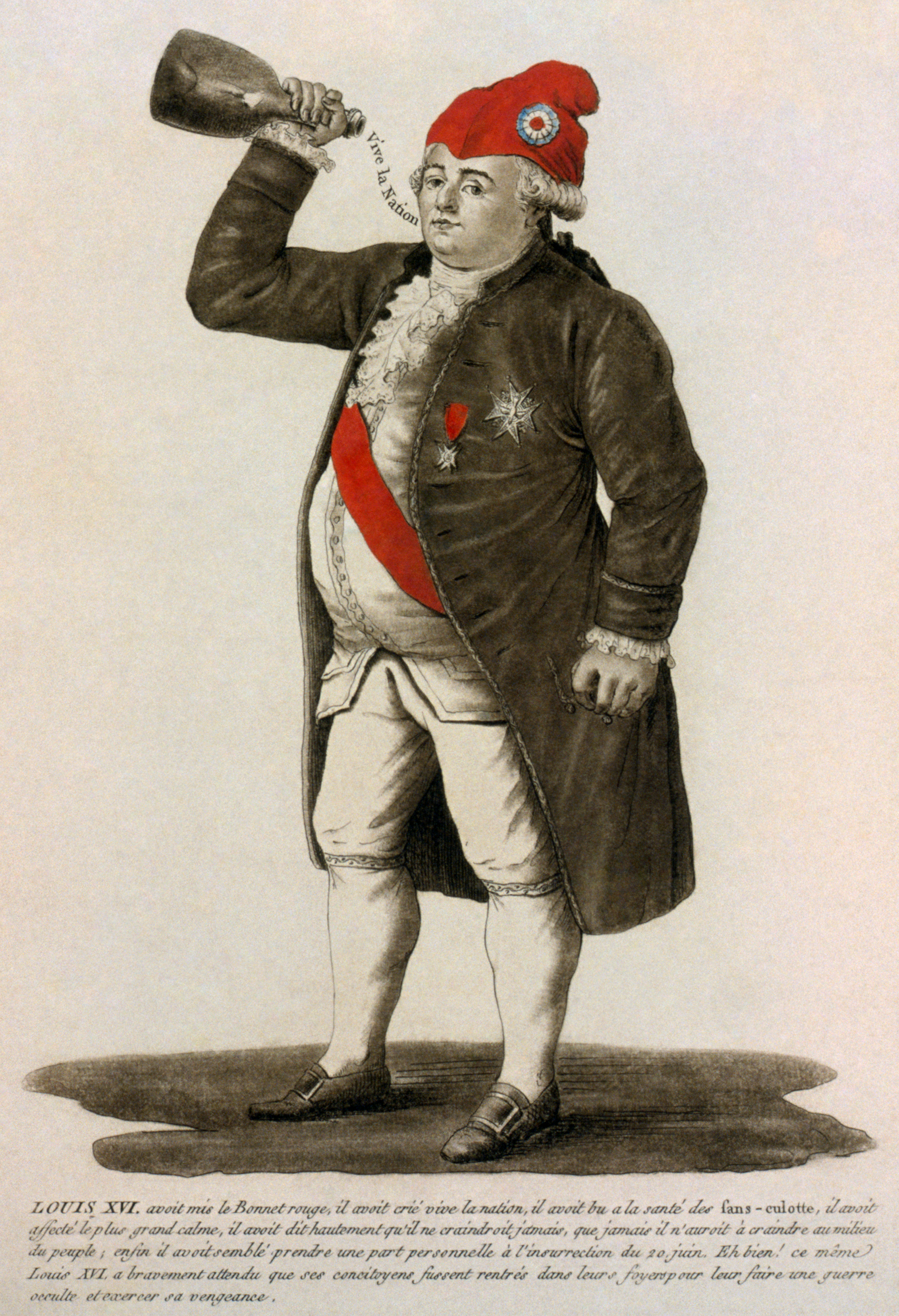
Variante partiellement en couleur : Louis XVI portant un bonnet phrygien orné de la cocarde tricolore (rouge-blanc-bleu, le bleu vers l'extérieur)
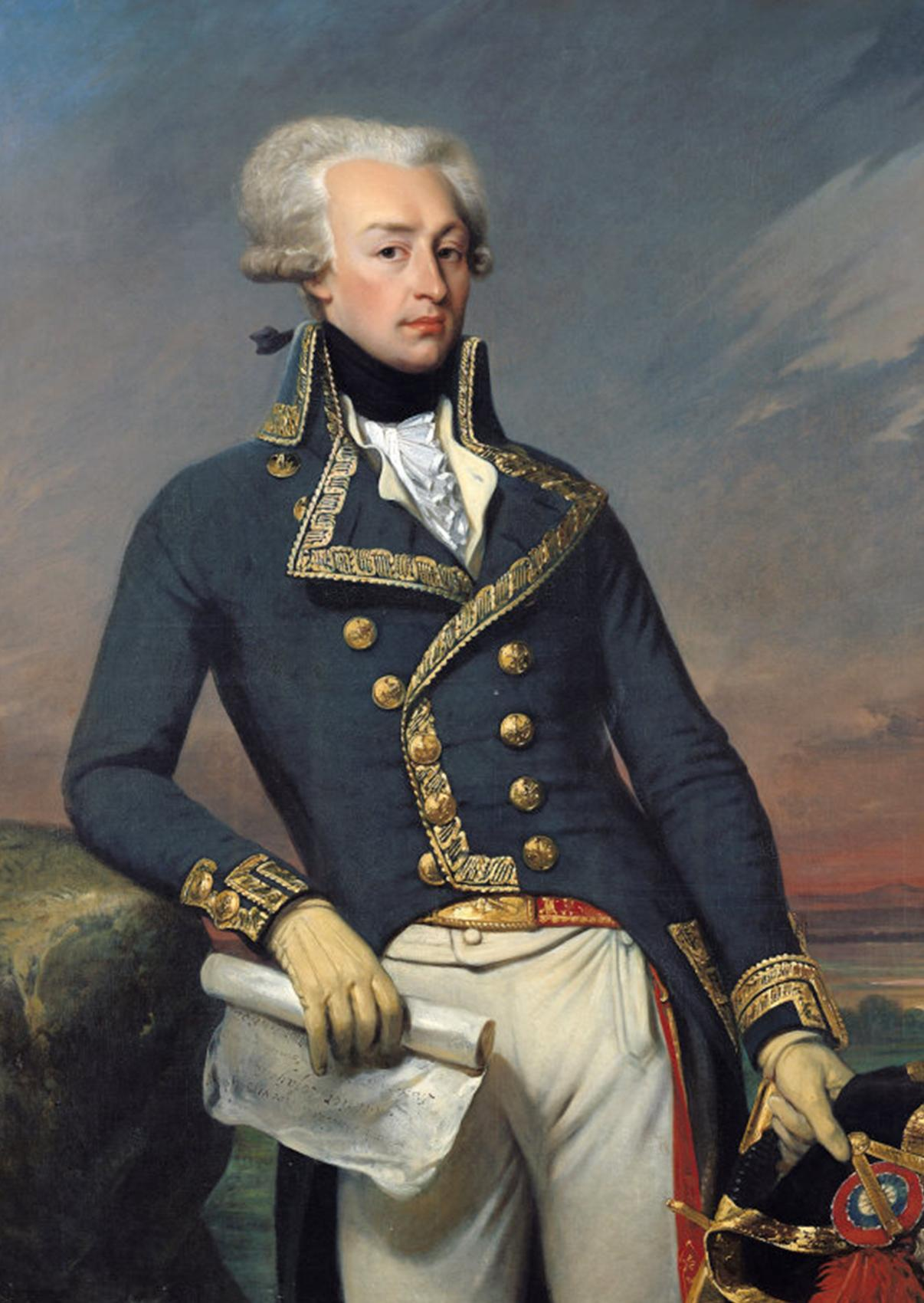
Portrait de Gilbert Motier, marquis de La Fayette, en uniforme de lieutenant-général de 1791, peint par Joseph-Désiré Court en 1834 : la cocarde au chapeau est blanc, bleu, rouge, le rouge à l'extérieur.
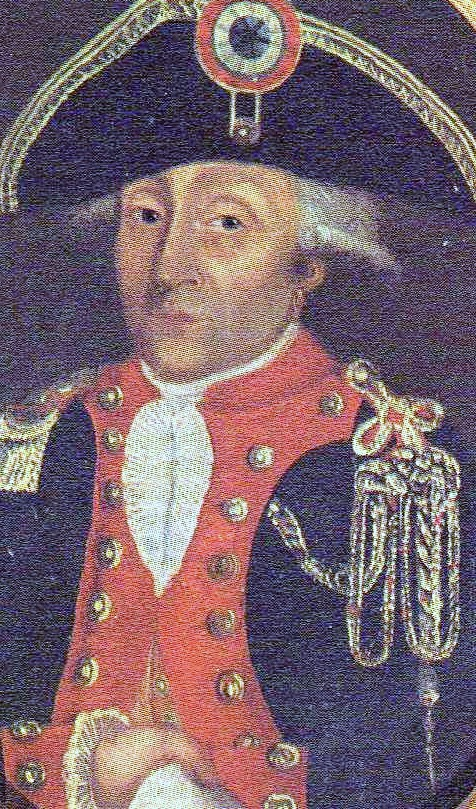
Officier de gendarmerie sous la Révolution

Sous l'Empire, les couleurs nationales sont disposées habituellement bleu-rouge-blanc, le blanc vers l'extérieur. Pour les officiers, la partie blanche est argent.

Cocarde plissée bleu-rouge-blanc, le blanc vers l'extérieur

Le règlement de 1812 prescrit un nouvel ordre des couleurs, bleu-blanc-rouge, le rouge vers l'extérieur comme la cocarde actuelle.

Cocarde plissée bleu-blanc-rouge, le rouge vers l'extérieur

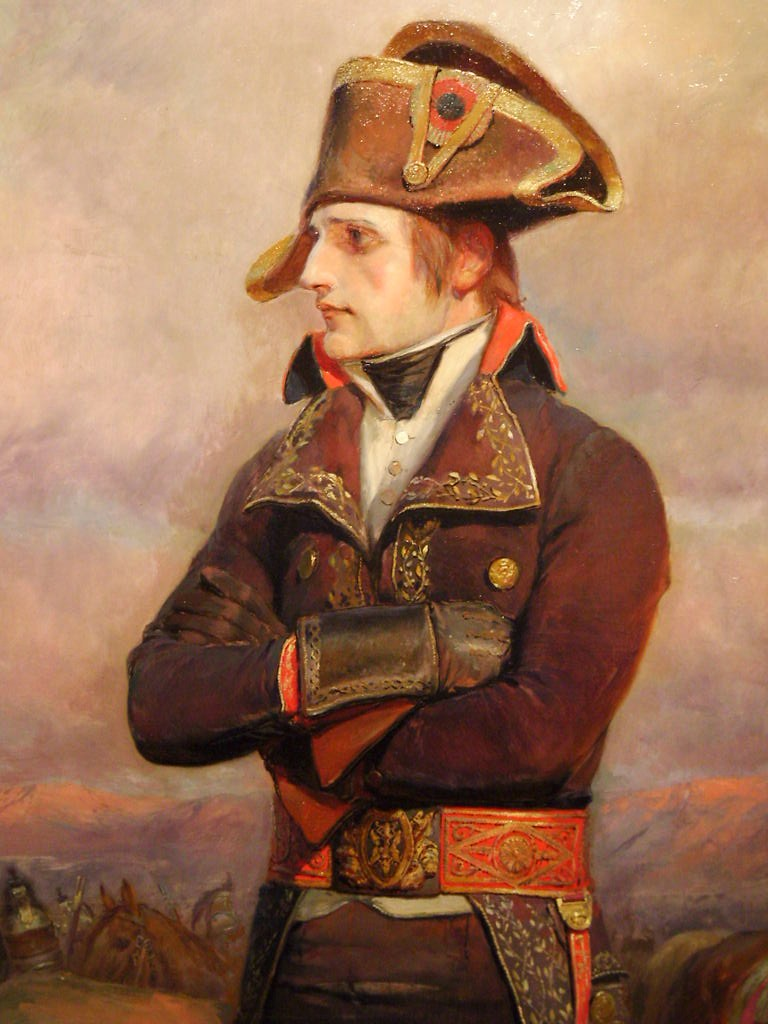
Le général Bonaparte lors de la première campagne d'Italie, par Édouard Detaille : la cocarde est bleu, rouge, blanc, le blanc vers l'extérieur.
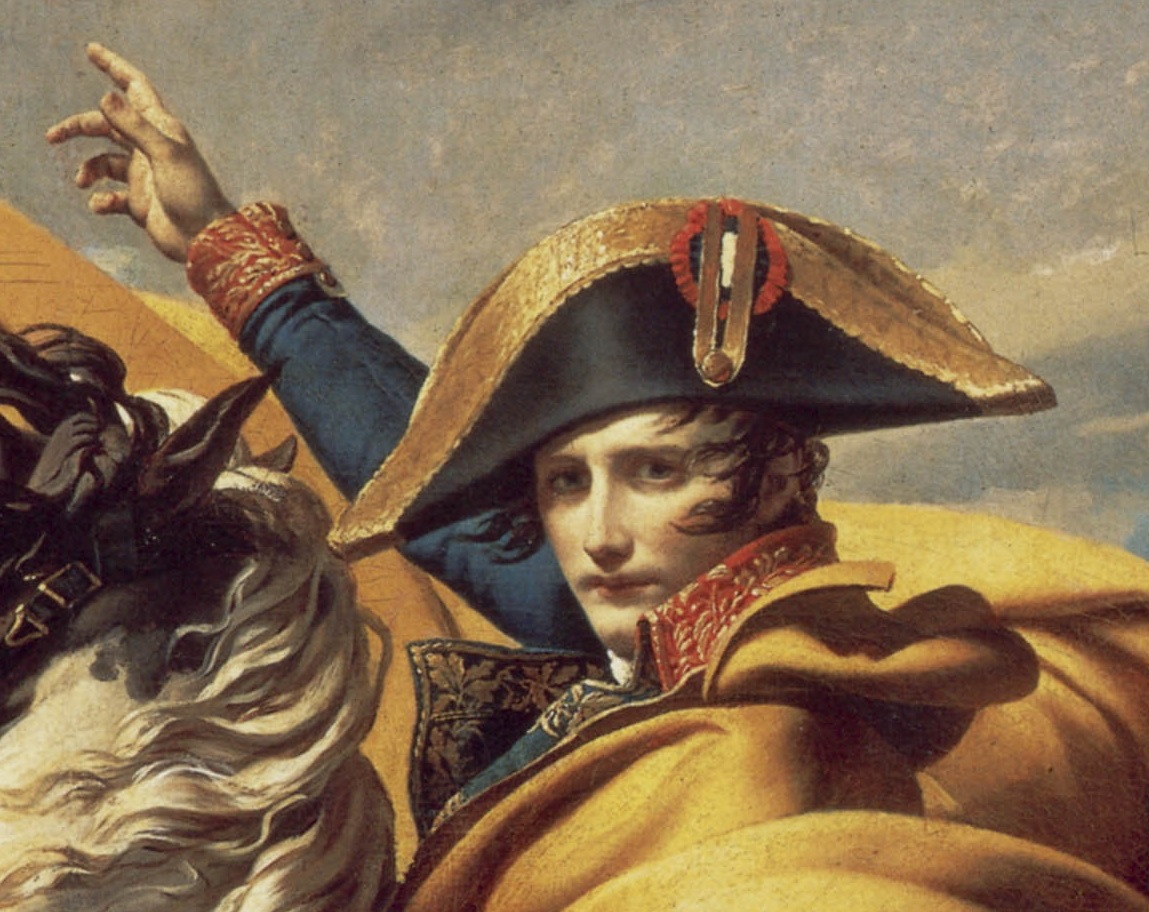
Bonaparte franchissant le Grand-Saint-Bernard  de David : détail ; la cocarde est blanc, bleu, rouge, le rouge vers l'extérieur.
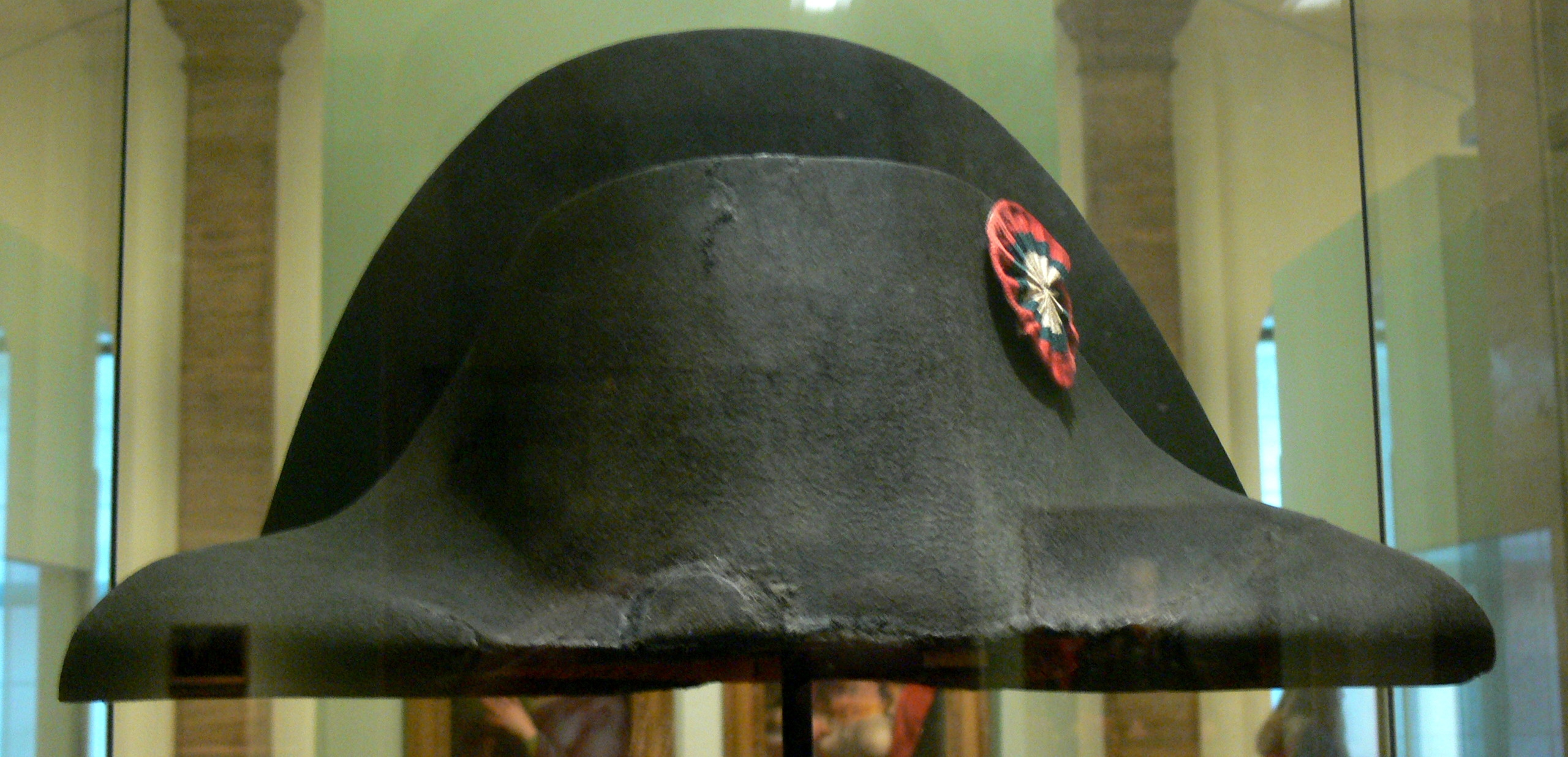
Bicorne de Napoléon provenant de la bataille de Waterloo, exposé au Deutsches Historisches Museum de Berlin : la cocarde est blanc, bleu, rouge, le rouge vers l'extérieur.
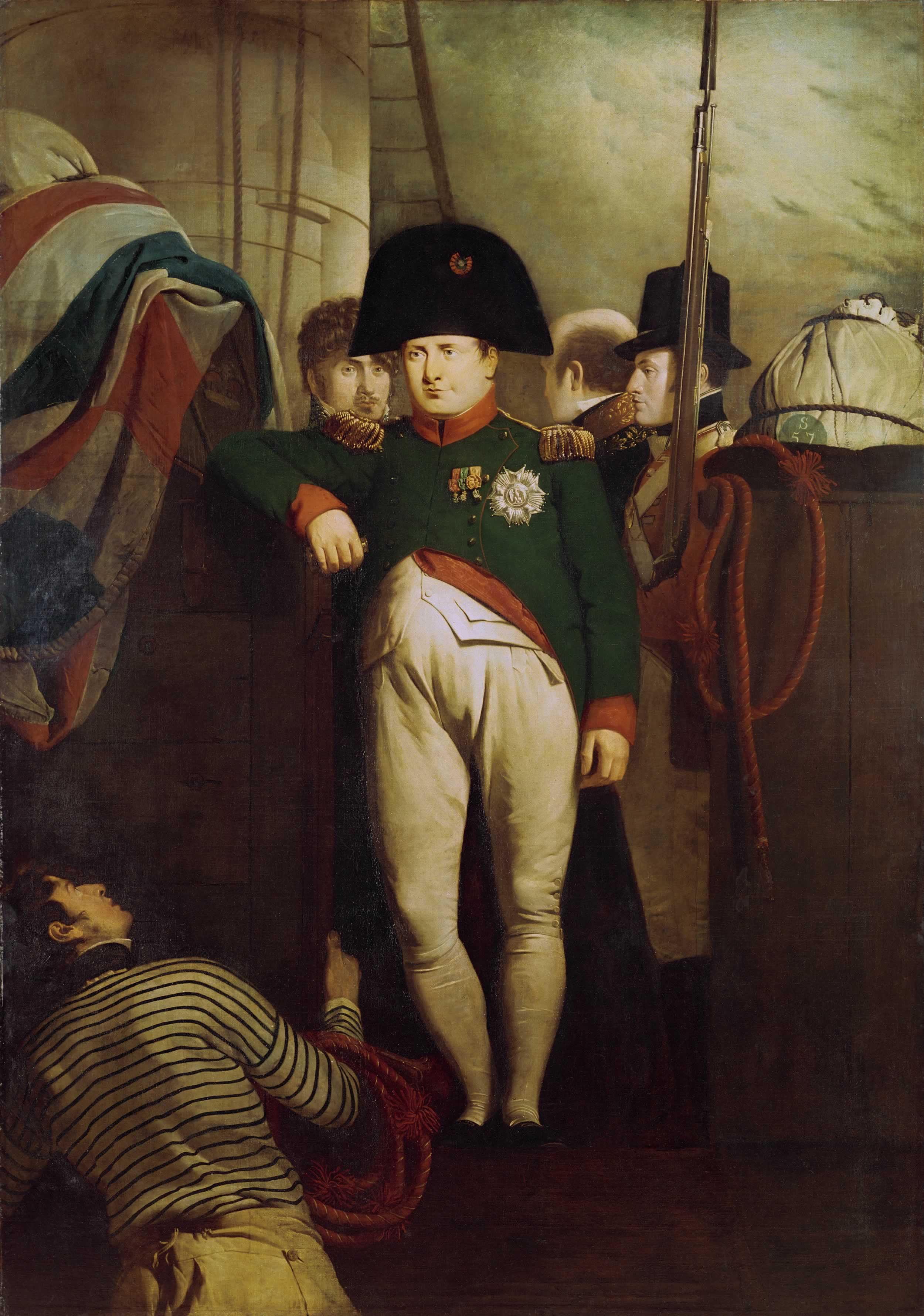
Charles Lock Eastlake, « Napoleon on the Bellerophon », 1816 : la cocarde sur le chapeau est blanc, bleu rouge, le rouge vers l'extérieur.

## Usages officiels

### La cocarde de véhicule
Les dispositions du décret no 89-655 du 13 septembre 1989 relatif aux cérémonies publiques, préséances, honneurs civils et militaires sont les suivantes :
« Article 50. 
L'utilisation de cocardes et insignes particuliers aux couleurs nationales sur les véhicules automobiles, aéronefs et vedettes maritimes ou fluviales est interdite, sauf en ce qui concerne :
1. le président de la République ;
2. les membres du Gouvernement ;
3. les membres du Parlement ;
4. le président du Conseil constitutionnel ;
5. le vice-président du Conseil d'État ;
6. le président du Conseil économique, social et environnemental ;
7. les préfets dans leur département ou dans les collectivités territoriales de Mayotte et de Saint-Pierre-et-Miquelon, les sous-préfets dans leur arrondissement, les représentants de l'État dans les territoires d'outre-mer.

Les véhicules des officiers généraux portent, dans les conditions prévues par les règlements militaires :
1. des plaques aux couleurs nationales avec étoiles ;
2. à l'occasion des cérémonies ou missions officielles, des fanions aux couleurs nationales avec ou sans cravates. »

Un maire qui utiliserait ce signe commettrait un délit qui peut aller jusqu'à l'usurpation de signes réservés à l'autorité publique, puni d'un an d'emprisonnement et de 15 000 euros d'amende. Le fait que des cocardes soient librement vendues dans le commerce est sans incidence sur la gravité des faits.
En revanche, les véhicules des élus locaux peuvent être dotés d'insignes distinctifs, de timbres, sceaux ou blasons de leur commune, département ou région, complétés par la mention de leur mandat, dans les conditions fixées par l'assemblée délibérante. Le conseil municipal peut donc, par délibération, instituer son propre macaron, en évitant cependant de le faire ressembler aux cocardes tricolores.

### Les aéronefs de l'État français
La première utilisation d'une cocarde sur un aéronef militaire date de la Première Guerre mondiale par l'Aéronautique militaire (ancien nom de l'Armée de l'air française). Le dessin choisi était celui de la cocarde tricolore, qui est constitué de l'emblème du drapeau français. Les cocardes sont peintes sur les ailes (bâbord et tribord, extrados et intrados) et sur le fuselage des avions.
La cocarde tricolore est actuellement portée par les aéronefs de l'État français, qu'ils soient mis en œuvre par le ministère de la Défense (aéronefs à statut militaire) ou d'autres ministères : ministère de l'économie et des finances (douanes), ministère de l'intérieur (sécurité civile).

Cocarde apposée sur les aéronefs de l'État français
Cocarde des aéronefs de l'aéronautique navale

Depuis la Seconde Guerre mondiale, ces cocardes tricolores sont cerclées de jaune. Cette bande jaune a été supprimée pour les avions militaires dans les années 1980.

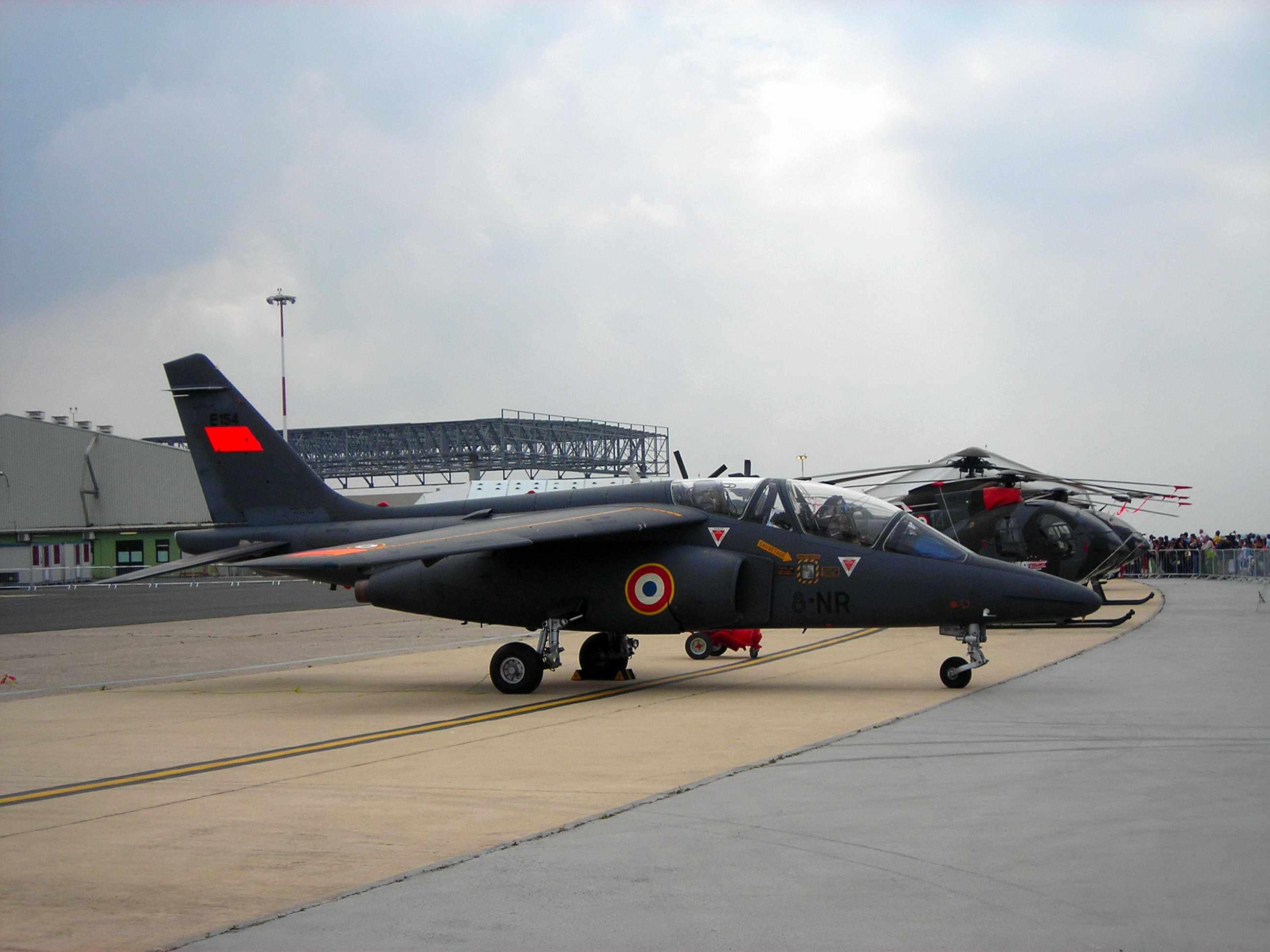
Un Alpha Jet avec cocarde tricolore cerclée de jaune.
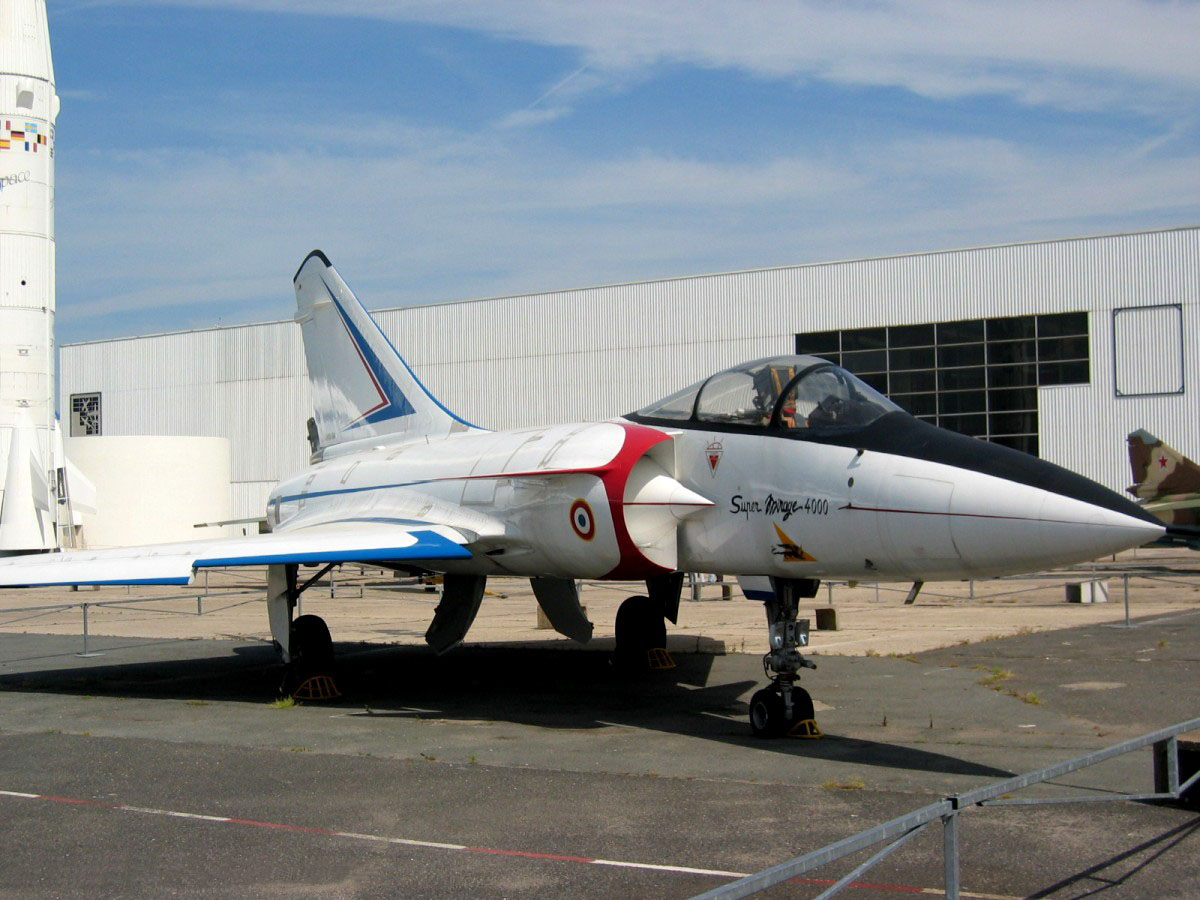
Un Dassault Mirage 4000.
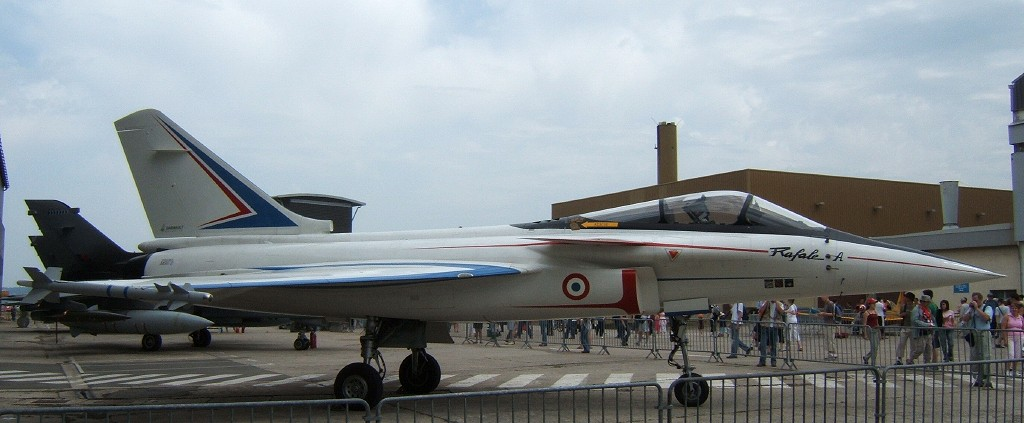
Le démonstrateur « Rafale A » arbore la cocarde tricolore.

Plusieurs pays utilisent des cocardes tricolores, proches de celle de la France pour identifier leurs avions. Seul le Paraguay a une cocarde exactement identique à la France : rouge à l'extérieur, blanc intermédiaire, bleu à l'intérieur.
Par ailleurs l'armée de l'air française a utilisé jusqu'en 2010 un logo comportant la cocarde tricolore.

Ancien logo de l'armée de l'air française.

## Uniformes français actuels comportant une cocarde tricolore
Certains uniformes de prestige comportent un couvre-chef orné de la cocarde tricolore.
Le « grand uniforme » (GU) des élèves de l'École polytechnique comporte un bicorne orné de la cocarde tricolore.

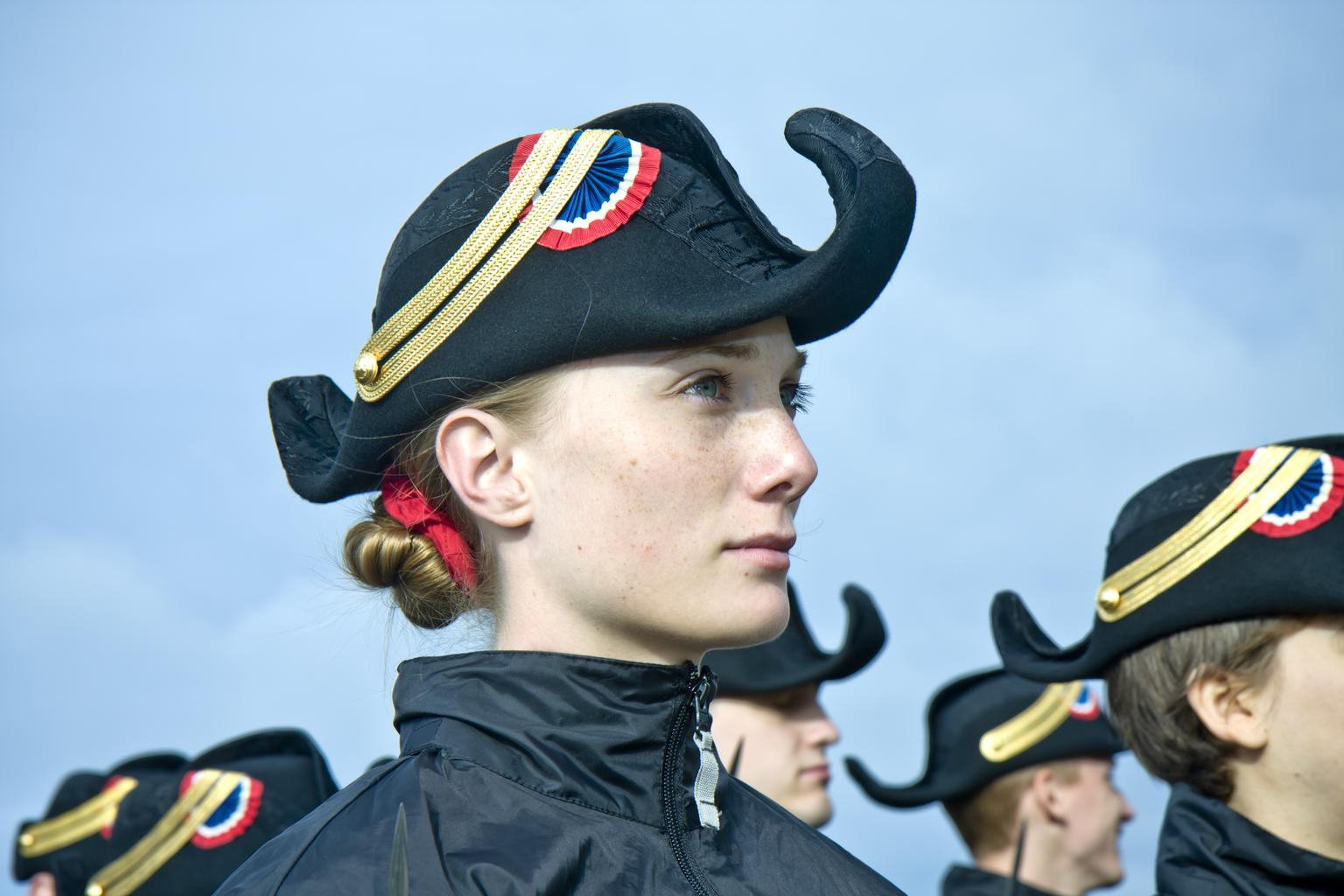
Une élève de l'École polytechnique.
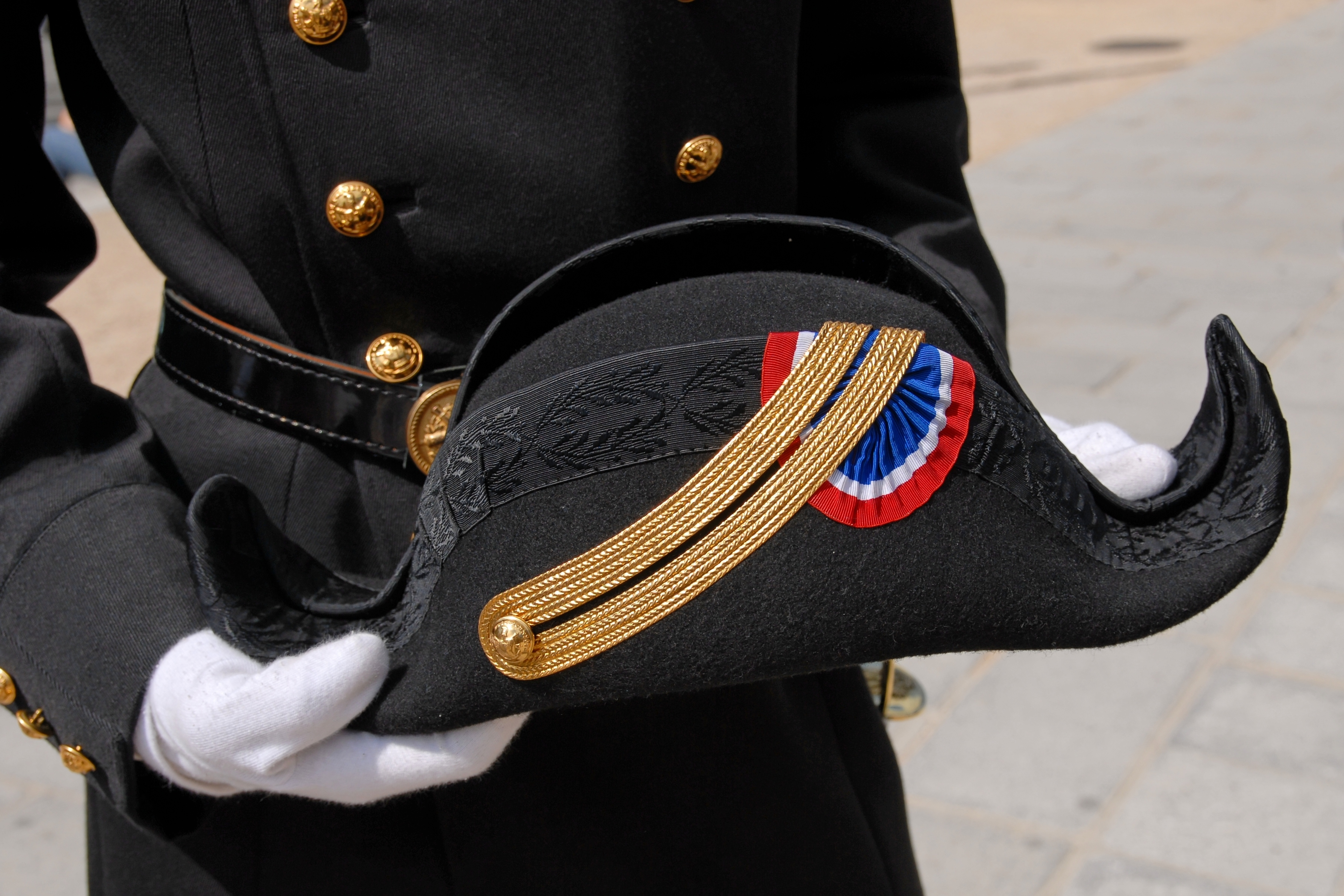

L'uniforme de parade de l'École spéciale militaire de Saint-Cyr comporte un couvre-chef orné de la cocarde tricolore.

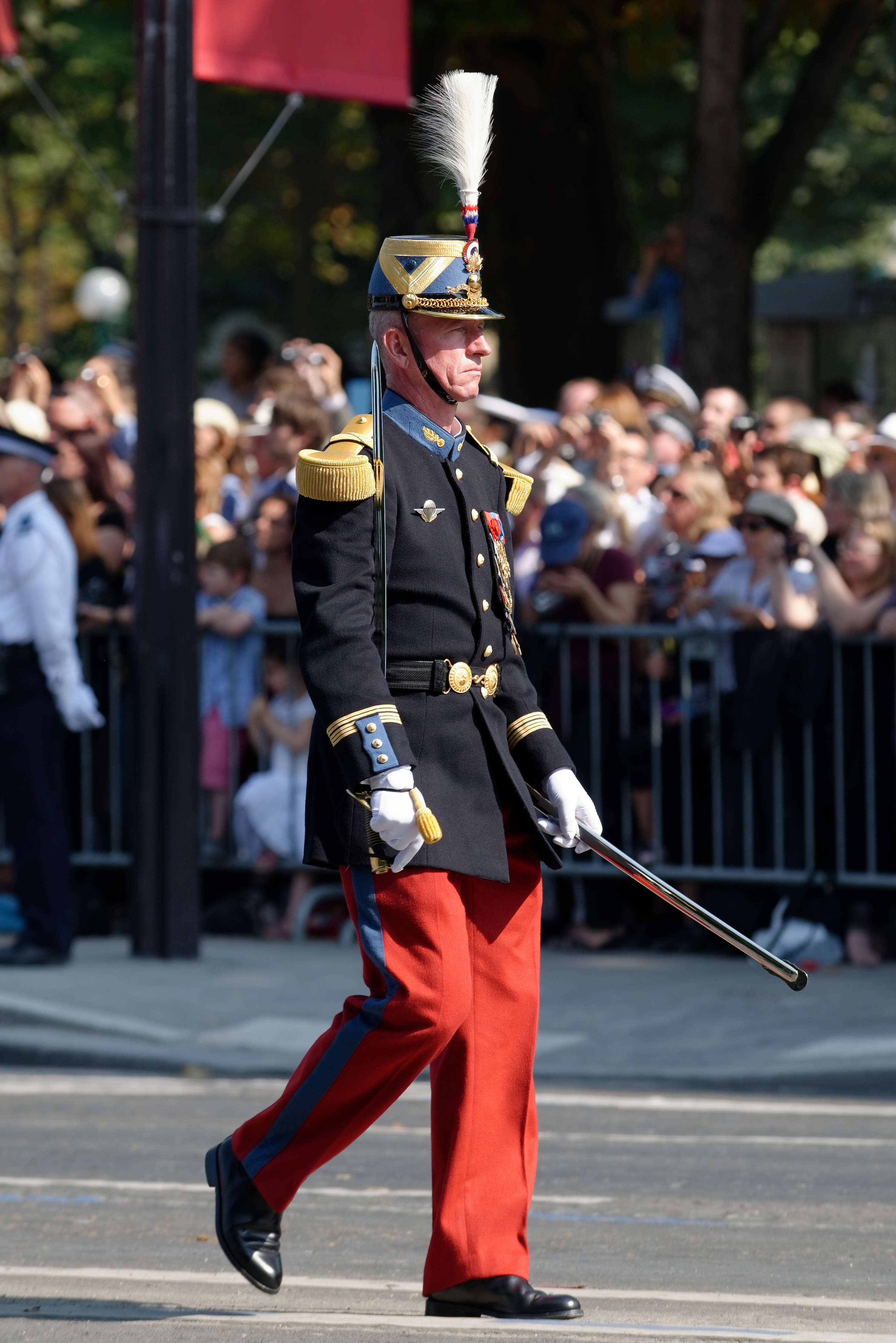
Défilé militaire du 14 juillet 2013 à Paris : le colonel Francis Chanson, directeur des formations d'élèves (DFE) de l'ESM de Saint-Cyr.

La « tetra » ou « tenue de tradition » de la Gendarmerie nationale comporte un taconnet (couvre-chef) orné de la cocarde tricolore.

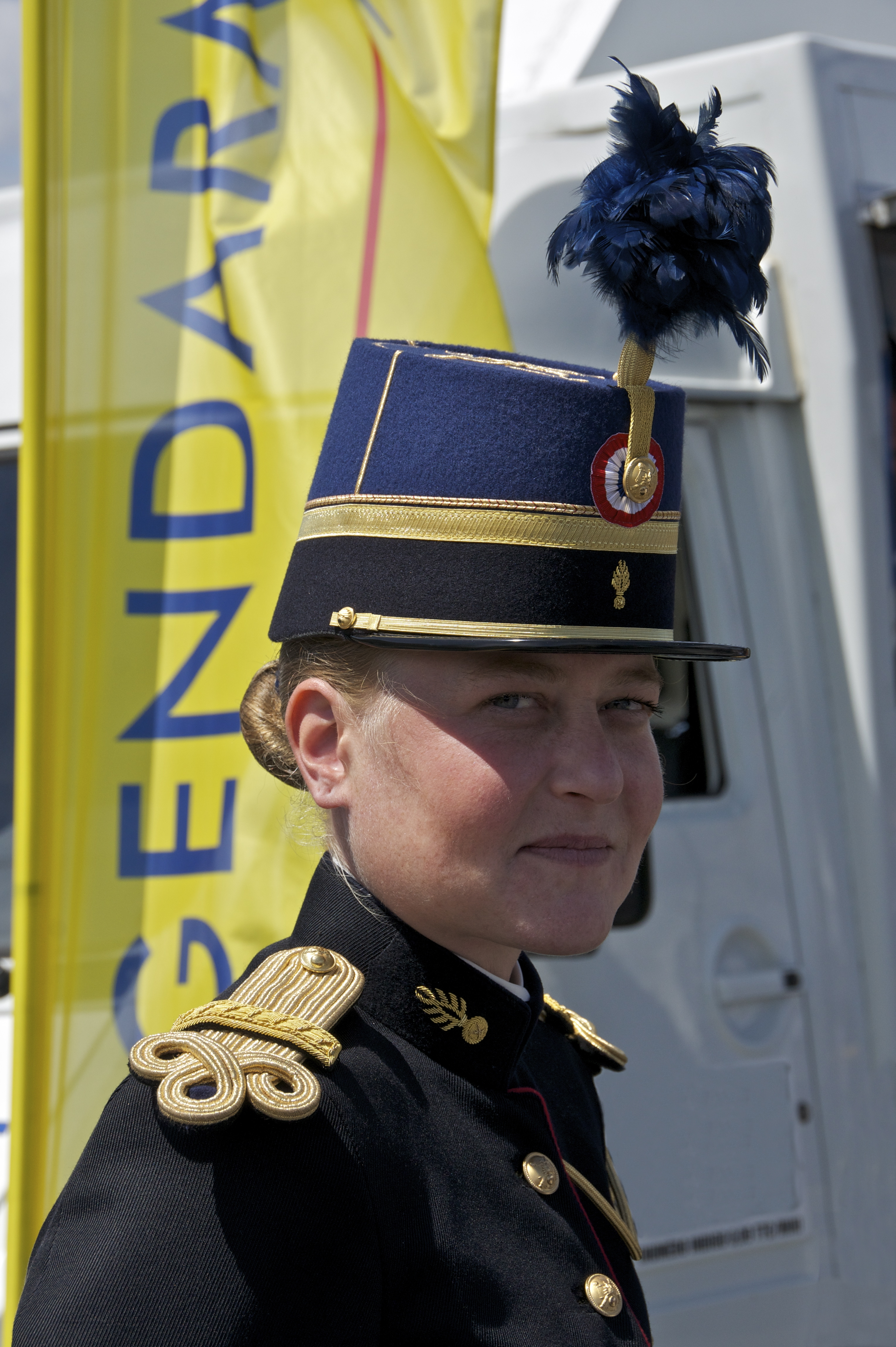
Le taconnet de la Gendarmerie nationale.

L'uniforme d'apparat de la Garde républicaine comporte un couvre-chef orné d'une cocarde tricolore. 

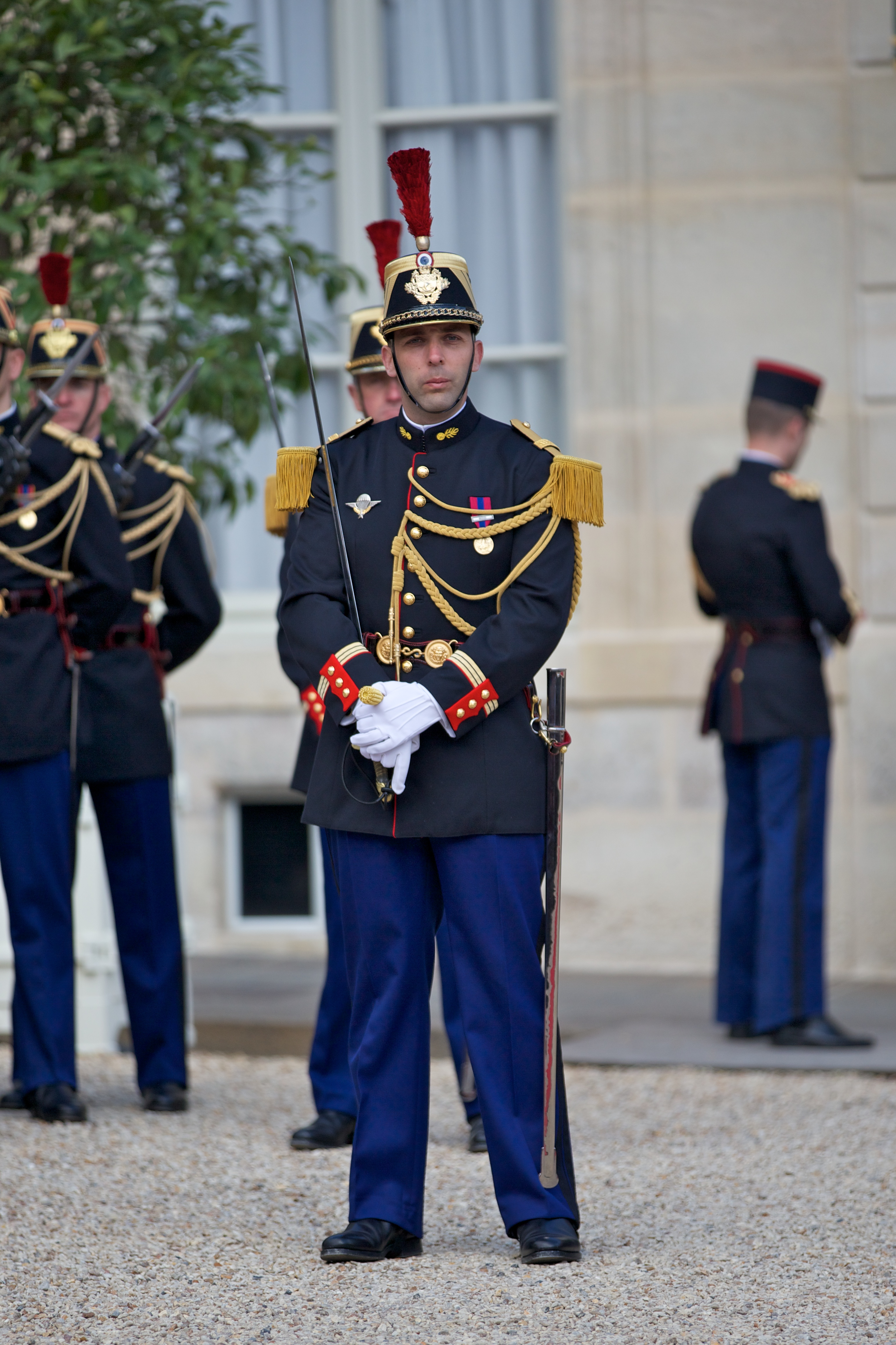
Un garde républicain au palais de l'Élysée en 2012.

L'uniforme du Cadre noir de Saumur comporte plusieurs types de couvre-chef, tous ornés de la cocarde tricolore.

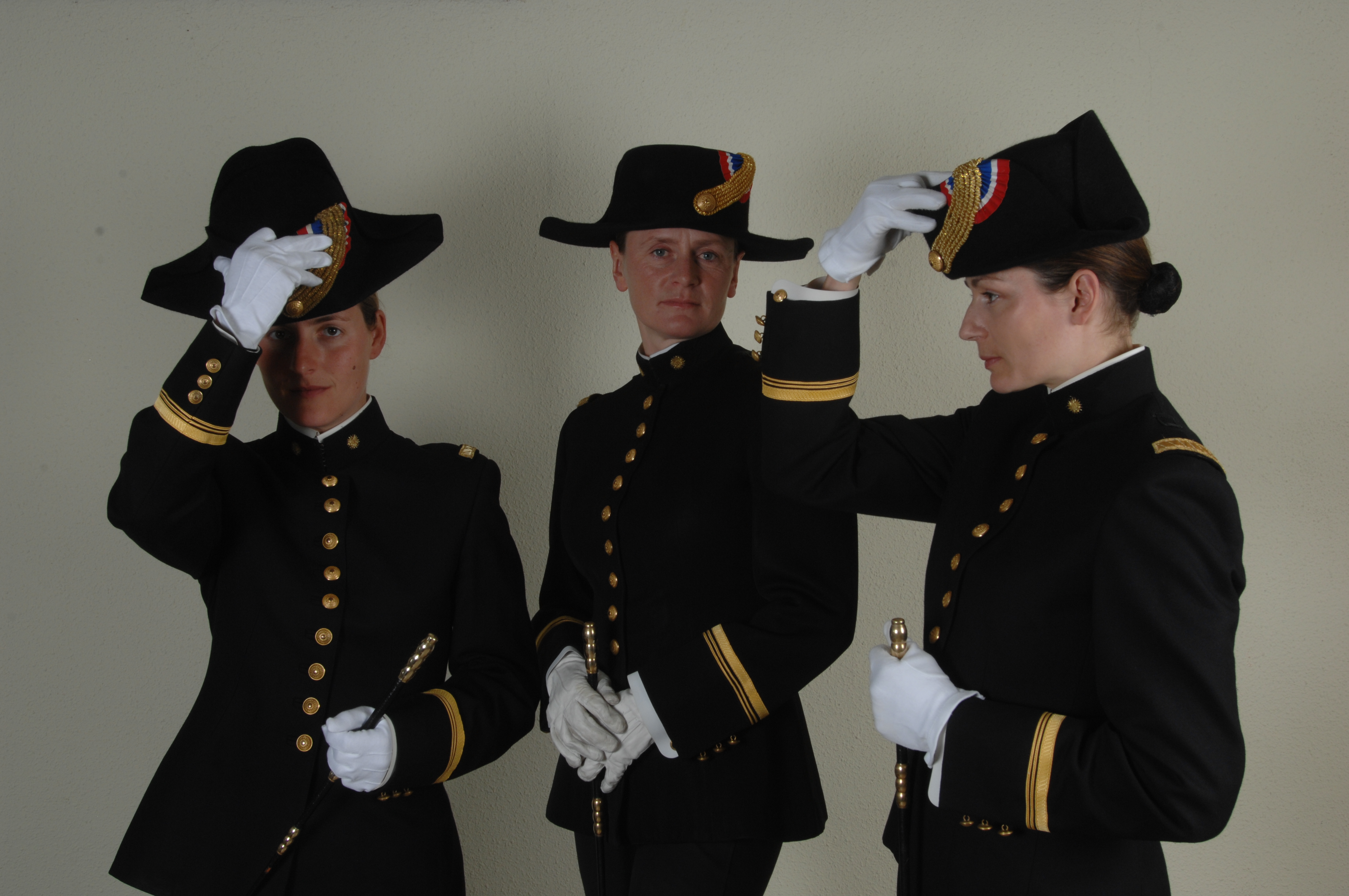
Écuyères du Cadre noir de Saumur.
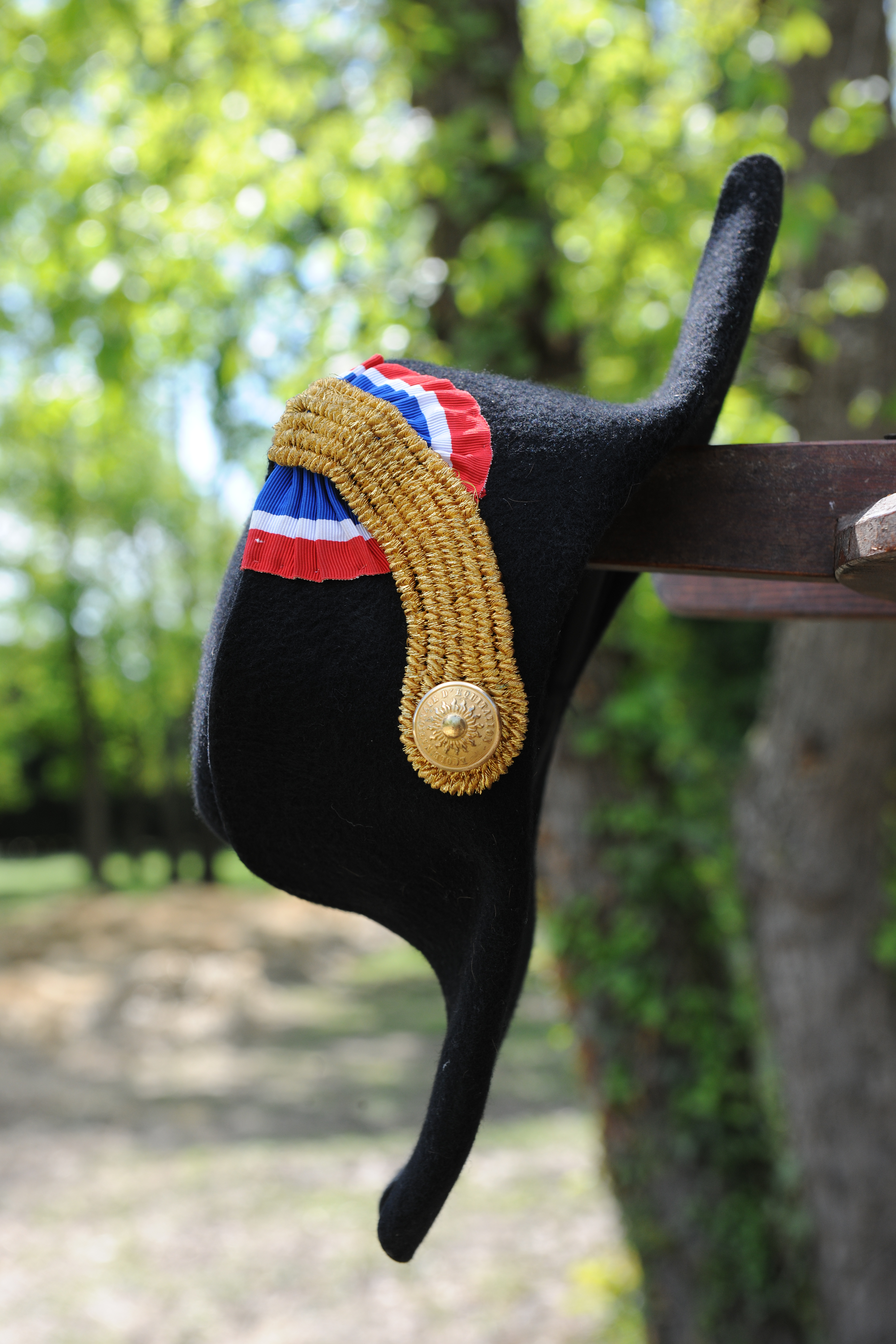
Bicorne du Cadre noir de Saumur.

L'« habit vert » des membres de l'Institut de France comporte un bicorne orné de la cocarde tricolore.

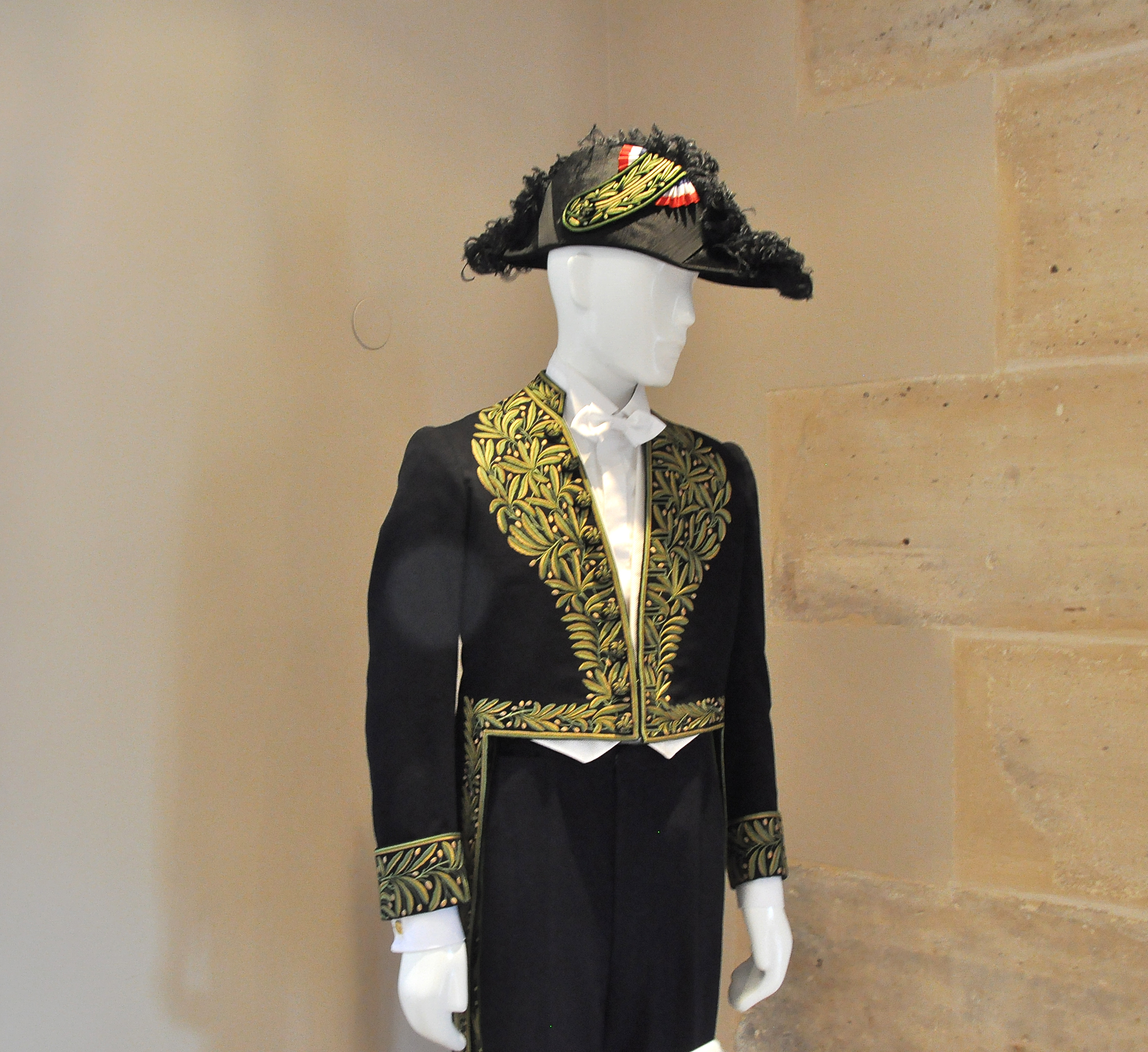
Mannequin exposé à l'intérieur de l'Institut de France.
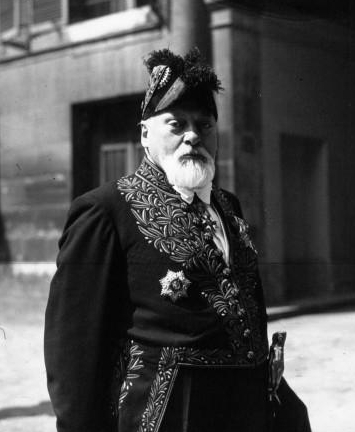
Claude Farrère, de l'Académie, en 1936.

## Autres usages
Marianne est un personnage fictif symbolisant la République française. Elle est coiffée du bonnet phrygien comportant souvent la cocarde tricolore.

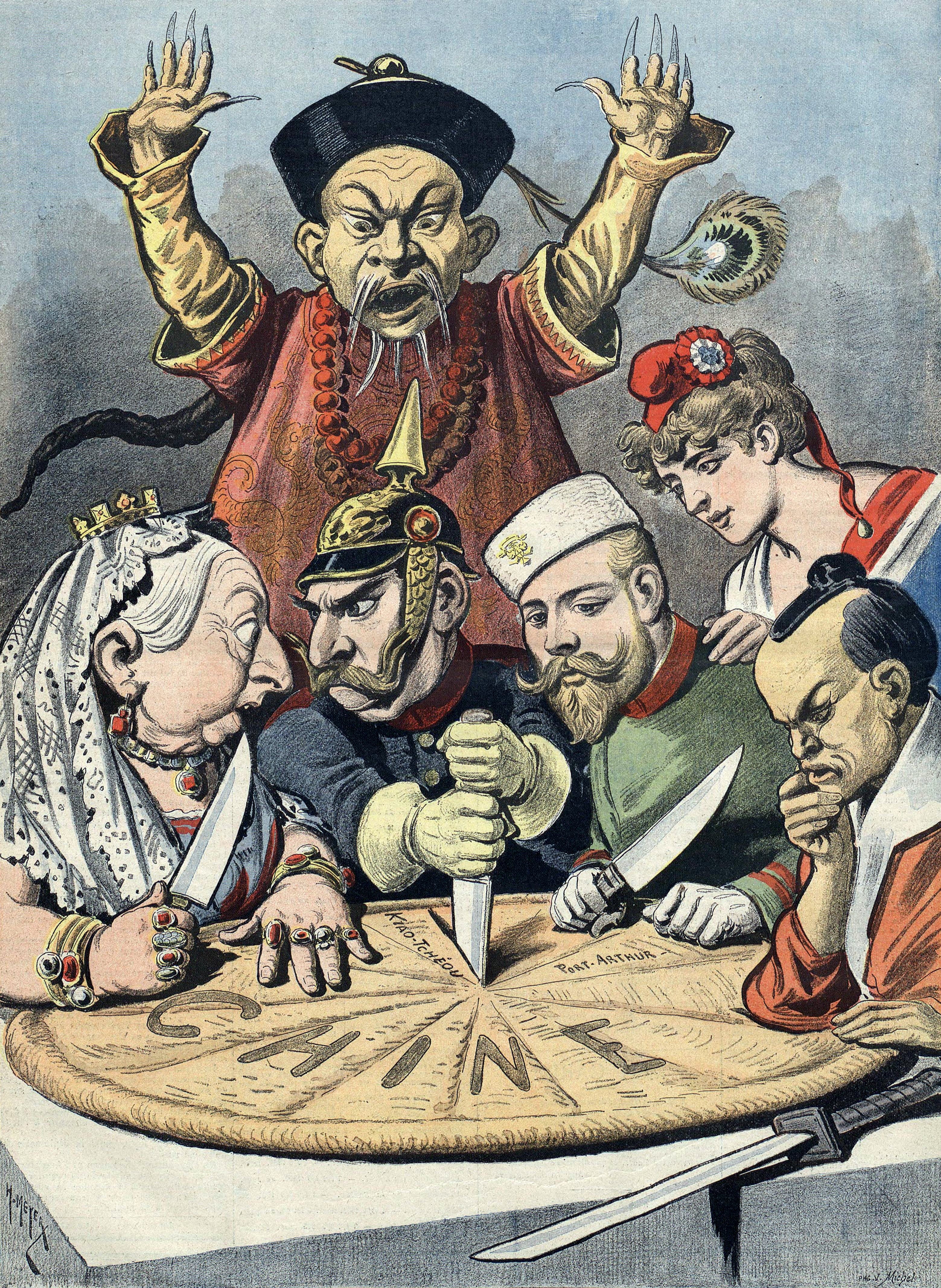
Le Petit Journal du 16 janvier 1898
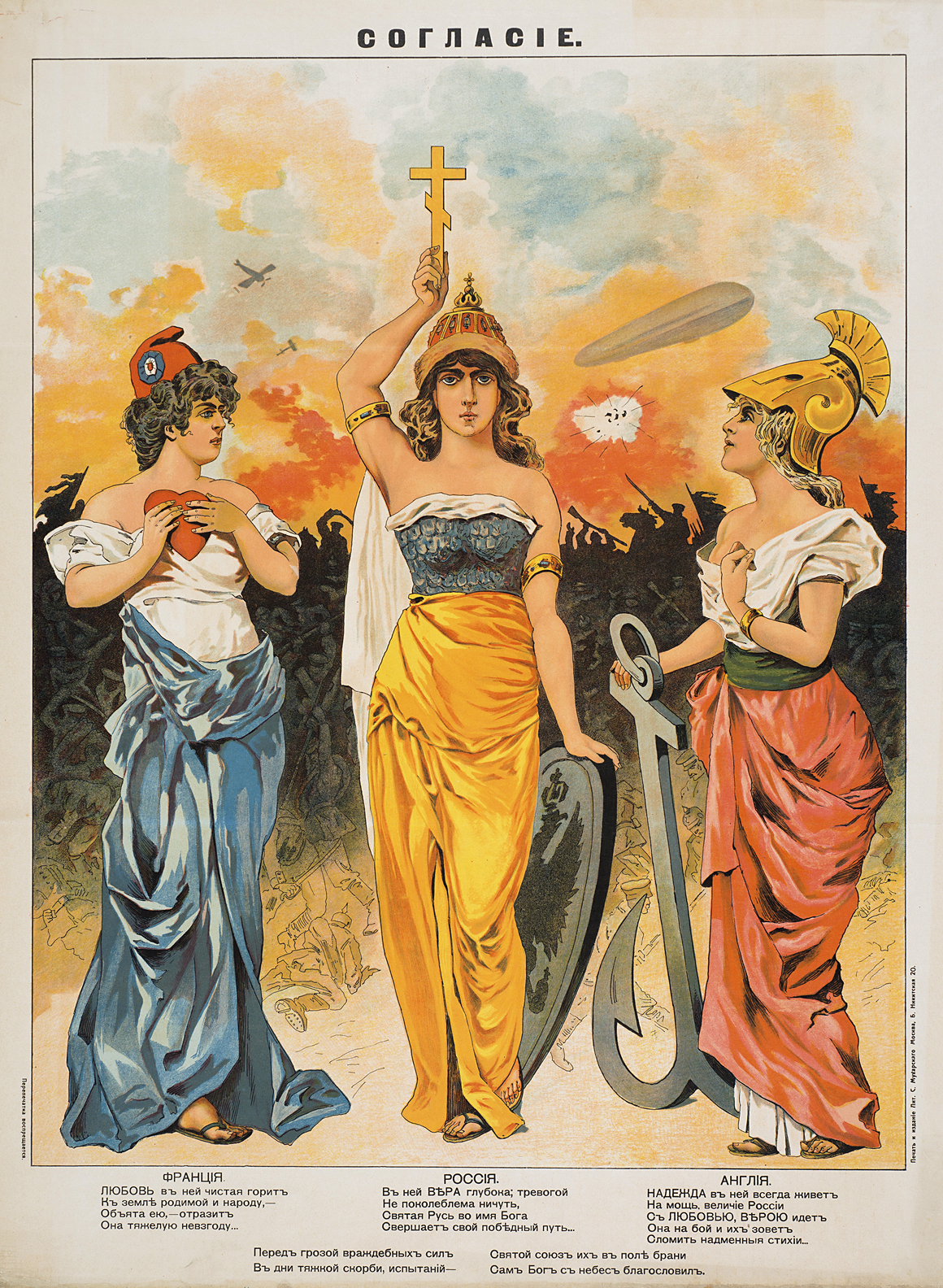
Affiche russe (1914) célébrant l'alliance entre la France, la Russie et la Grande-Bretagne. La cocarde tricolore de la France est rouge, blanc, bleu, le bleu vers l'extérieur.
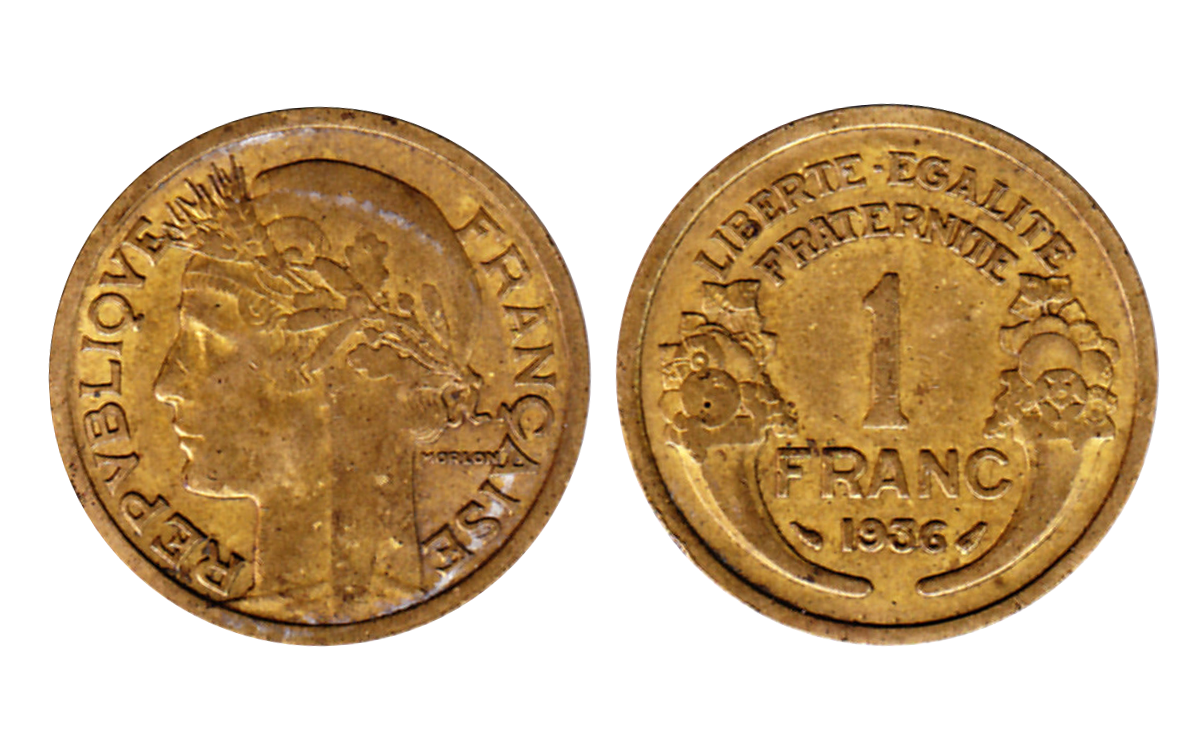
Pièce de 1 franc frappée en 1936 du « type Morlon », gravée par Pierre-Alexandre Morlon.
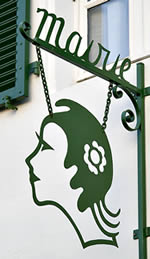
Enseigne de la mairie de La Flotte (île de Ré).

L'insigne des maires est basé sur la cocarde

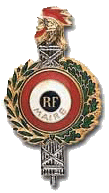
L'insigne des maires.

La coiffe noire du costume traditionnel des Alsaciennes peut s'orner de la cocarde tricolore.

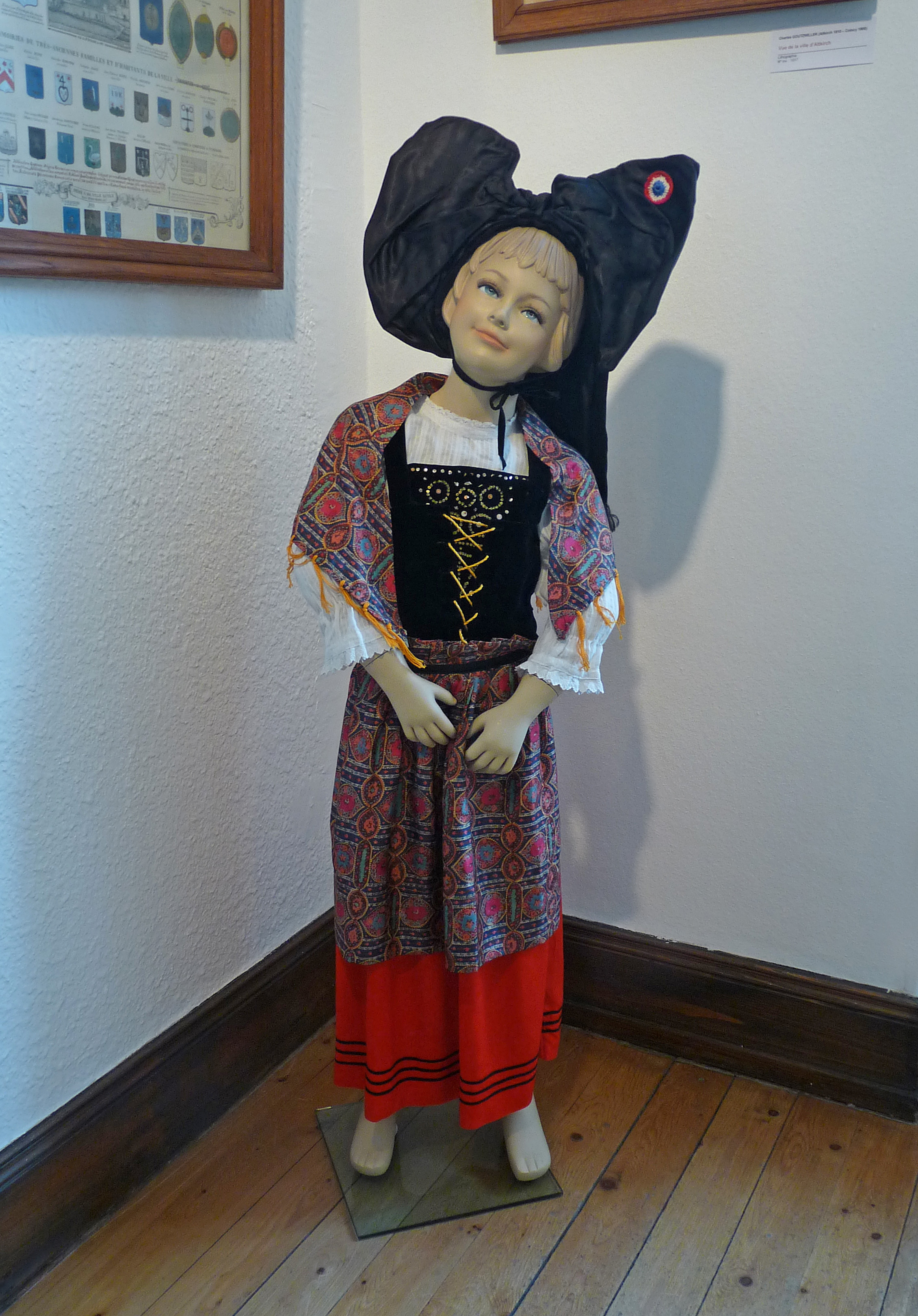
Costume traditionnel alsacien, Musée sundgauvien d'Altkirch

L'écharpe de Miss France (et de ses « dauphines ») est ornée d'une cocarde tricolore.

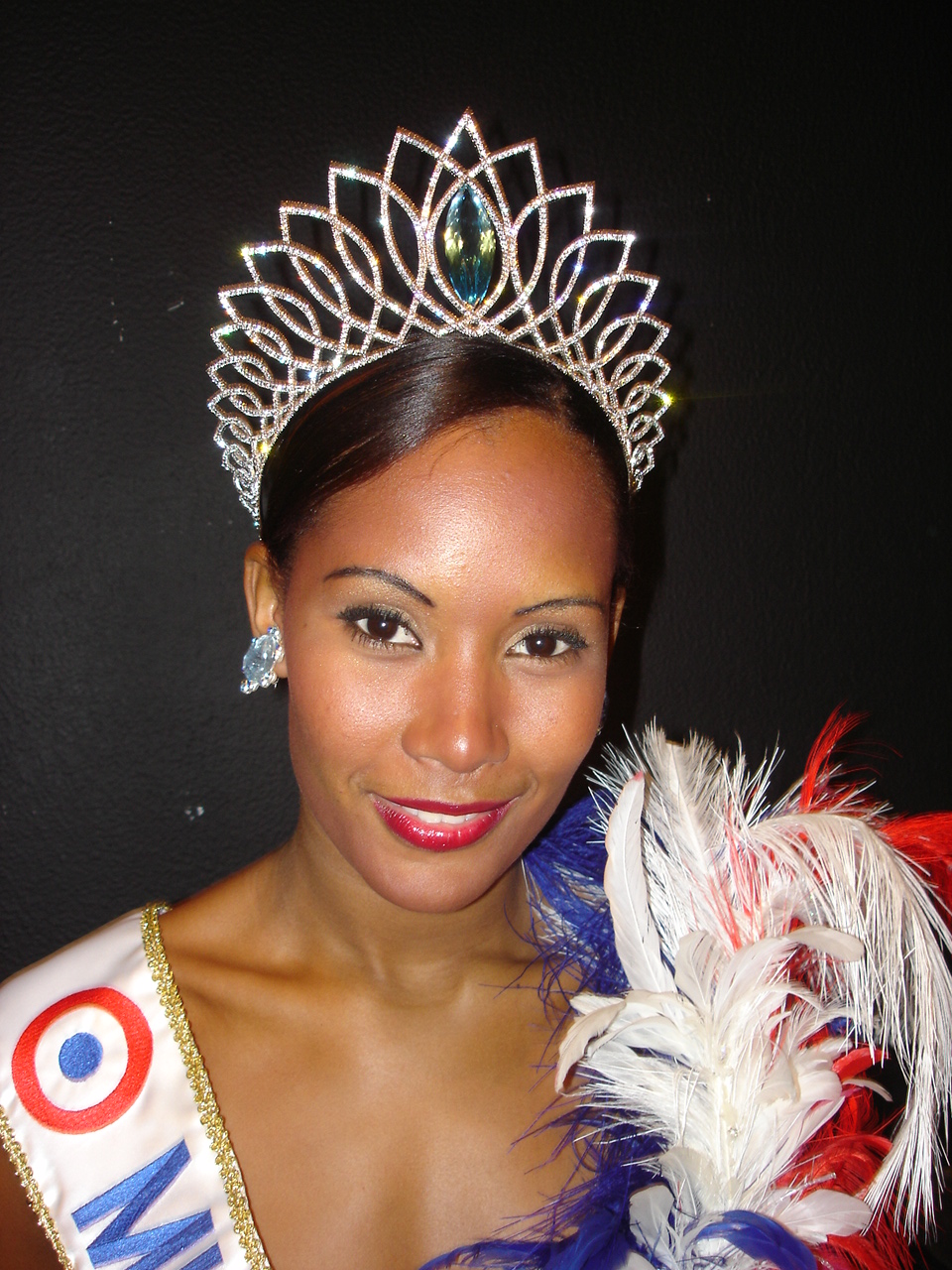
Corinne Coman, Miss France 2003
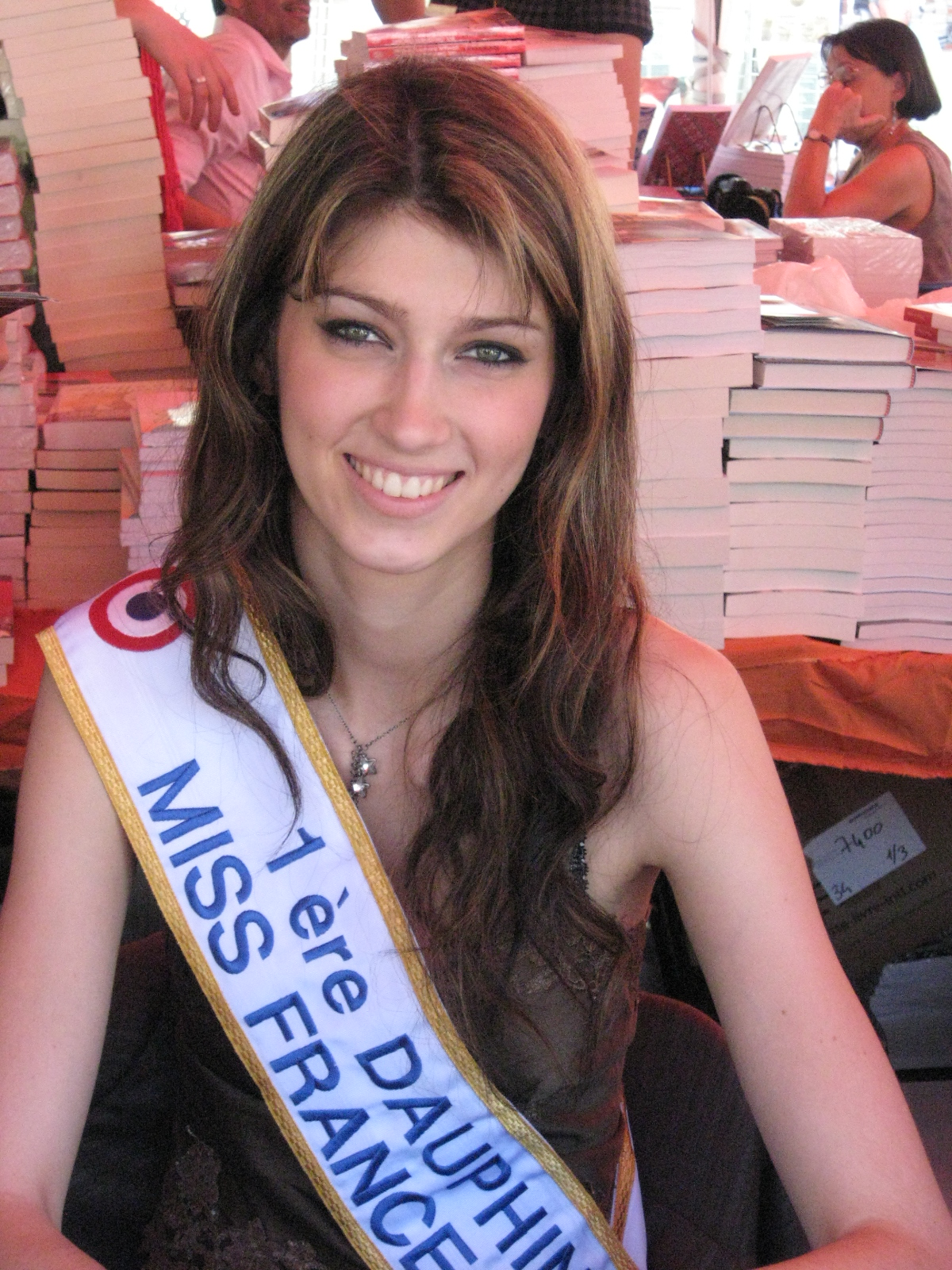
Sophie Vouzelaud, première dauphine de Miss France 2007